# Cempaka Putih Timur
Cempaka Putih Timur is een plaats (wijk) - (kelurahan) in het bestuurlijke gebied Cempaka Putih, Jakarta Pusat (Centraal-Jakarta) in de provincie Jakarta, Indonesië.  De plaats telt 23.822 inwoners (volkstelling 2010).